# فارمان للطائرات
فارمان للطائرات (بالإنجليزية: Farman Aviation Works)‏ هي شركة فرنسية سابقة متخصصة في إنتاج الطائرات. أسس الشركة وأدارها الأخوان هنري وموريس فارمان. صمم الأخوان وأنتجا طائرات منذ 1908 إلى 1936؛ خلال فترة تأميم فرنسا وتحجيم صناعة الطائرات، أسندت أصول الشركة إلى «الشركة الوطنية للعمليات السلكية واللاسلكية».
عام 1941 قام الأخوان فارمان بإعادة تكوين الشركة تحت اسم "Société Anonyme des Usines Farman"، إلا أنه بعد ثلاث سنوات سيطر عليها الإقليم الجنوبي الغربي. مارسيل فارمان -ابن موريس- أعاد إحياء الشركة عام 1952, لكن مجهوداته باءت بالفشل وتم حل الشركة عام 1956.
الأخوان فارمان قاما ببناء أكثر من 200 طائرة في الفترة من 1908 إلي 1941.

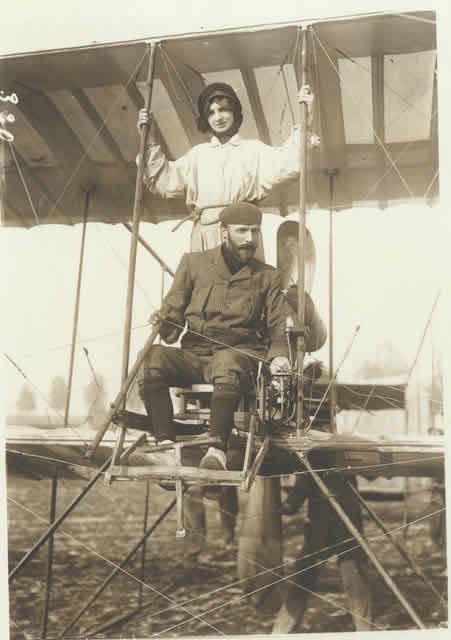
هنري فارمان، في فرنسا، في 21 سبتمبر, 1913

بالإضافة إلى ذلك، صنعت الشركة «فارمان للطائرات» قوارب من 1921 حتى 1930.

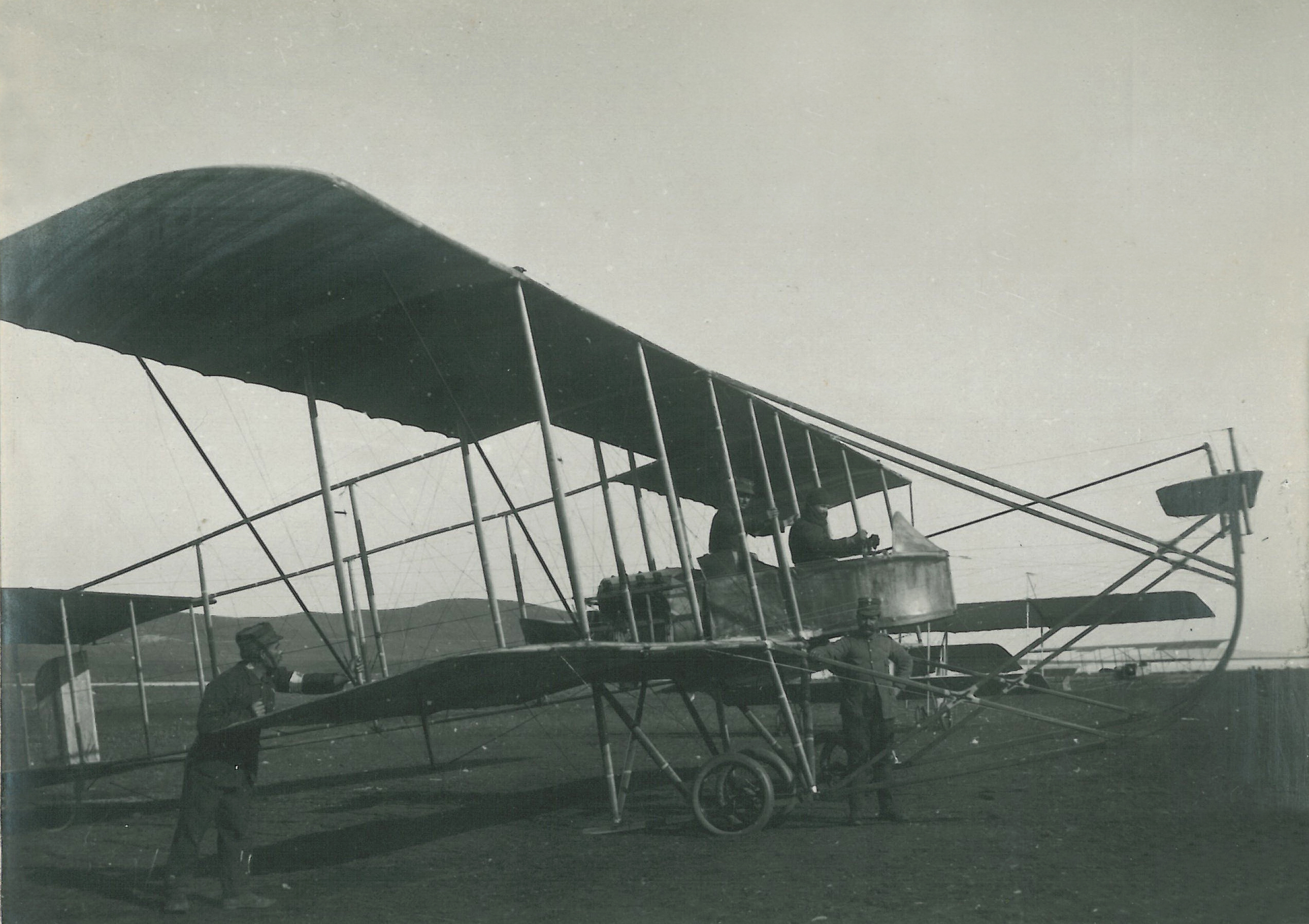
قرون طويلة في بريفيزا في عام 1912

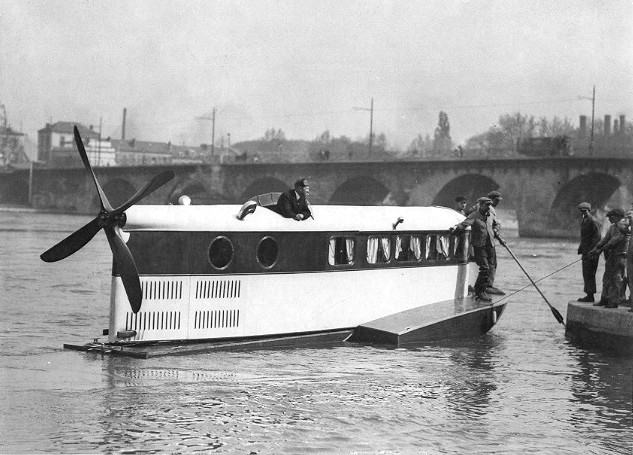
نموذج اولي الزورق الهوائية من فارمن في 1924. يستطيع هذا الزورق يسافر حتى 125 كيلومتر في الساعة

## الطائرات
| اسم الطائرة              | النوع      | سنة الصنع |
| ------------------------ | ---------- | --------- |
| فارمان3                  |            | 1909      |
| فارمان إم إف.7 لونجهورن  |            | 1913      |
| فارمان إم إف.11 شورتهورن |            | 1913      |
| فارمان إف.30             | مقاتلة     | 1917      |
| فارمان إف.31             | مقاتلة     | 1918      |
| فرمان إف 60 جالوت        | طائرة ركاب | 1919      |